# كوداي ناجاشيما
كوداي ناجاشيما (باليابانية: 長島 滉大) (مواليد 26 يناير 1998) هو لاعب كرة قدم ياباني.

## وصلات خارجية
- كوداي ناجاشيما على موقع رابطة كرة القدم اليابانية للمحترفين (اليابانية)
- كوداي ناجاشيما على موقع Soccerway.com (الإنجليزية)
- كوداي ناجاشيما على موقع عالم كرة القدم.نت (الإنجليزية)